# Istanbul Cup
Istanbul Cup – kobiecy turniej tenisowy kategorii WTA 250 zaliczany do cyklu WTA Tour. Rozgrywany początkowo na kortach twardych, natomiast od 2016 rozgrywki odbywają się na nawierzchni ceglanej w Stambule. W 2014 roku zawody powróciły do kalendarza kobiecych rozgrywek.

## Mecze finałowe

### Gra pojedyncza
| Rok  | Zwyciężczyni        | Finalistka              | Wynik             |
| 2022 | Anastasija Potapowa | Wieronika Kudiermietowa | 6:3, 6:1          |
| 2021 | Sorana Cîrstea      | Elise Mertens           | 6:1, 7:6(3)       |
| 2020 | Patricia Maria Țig  | Eugenie Bouchard        | 2:6, 6:1, 7:6(4)  |
| 2019 | Petra Martić        | Markéta Vondroušová     | 1:6, 6:4, 6:1     |
| 2018 | Pauline Parmentier  | Polona Hercog           | 6:4, 3:6, 6:3     |
| 2017 | Elina Switolina     | Elise Mertens           | 6:2, 6:4          |
| 2016 | Çağla Büyükakçay    | Danka Kovinić           | 3:6, 6:2, 6:3     |
| 2015 | Łesia Curenko       | Urszula Radwańska       | 7:5, 6:1          |
| 2014 | Caroline Wozniacki  | Roberta Vinci           | 6:1, 6:1          |
| 2010 | A. Pawluczenkowa    | Jelena Wiesnina         | 5:7, 7:5, 6:4     |
| 2009 | Wiera Duszewina     | Lucie Hradecká          | 6:0, 6:1          |
| 2008 | Agnieszka Radwańska | Jelena Diemientjewa     | 6:3, 6:2          |
| 2007 | Jelena Diemientjewa | Aravane Rezaï           | 7:6(5), 3:0 krecz |
| 2006 | Szachar Pe’er       | Anastasija Myskina      | 1:6, 6:3, 7:6(3)  |
| 2005 | Venus Williams      | Nicole Vaidišová        | 6:3, 6:2          |

### Gra podwójna
| Rok  | Zwyciężczynie                         | Finalistki                               | Wynik           |
| 2022 | Marie Bouzková Sara Sorribes Tormo    | Nateła Dzałamidze Kamilla Rachimowa      | 6:3, 6:4        |
| 2021 | Wieronika Kudiermietowa Elise Mertens | Nao Hibino Makoto Ninomiya               | 6:1, 6:1        |
| 2020 | Alexa Guarachi Desirae Krawczyk       | Ellen Perez Storm Sanders                | 6:1, 6:3        |
| 2019 | Tímea Babos Kristina Mladenovic       | Alexa Guarachi Sabrina Santamaria        | 6:1, 6:0        |
| 2018 | Liang Chen Zhang Shuai                | Xenia Knoll Anna Smith                   | 6:4, 6:4        |
| 2017 | Dalila Jakupović Nadija Kiczenok      | Nicole Melichar Elise Mertens            | 7:6(6), 6:2     |
| 2016 | Andreea Mitu İpek Soylu               | Xenia Knoll Danka Kovinić                | walkower        |
| 2015 | Darja Gawriłowa Elina Switolina       | Çağla Büyükakçay Jelena Janković         | 5:7, 6:1, 10–4  |
| 2014 | Misaki Doi Elina Switolina            | Oksana Kalasznikowa Paula Kania          | 6:4, 6:0        |
| 2010 | Eleni Daniilidu Jasmin Wöhr           | Marija Kondratjewa Vladimíra Uhlířová    | 6:4, 1:6, 11–9  |
| 2009 | Lucie Hradecká Renata Voráčová        | Julia Görges Patty Schnyder              | 2:6, 6:3, 12–10 |
| 2008 | Jill Craybas Wolha Hawarcowa          | Marina Erakovic Polona Hercog            | 6:1, 6:2        |
| 2007 | Agnieszka Radwańska Urszula Radwańska | Sania Mirza Chan Yung-jan                | 6:1, 6:3        |
| 2006 | Alona Bondarenko Anastasija Jakimawa  | Sania Mirza Alicia Molik                 | 6:2, 6:4        |
| 2005 | Marta Marrero Antonella Serra Zanetti | Sandra Klemenschits Daniela Klemenschits | 6:4, 6:0        |